# Atomic Dog (singolo)
Atomic Dog è un singolo di George Clinton del 1982 estratto dal suo album Computer Games.

## Storia
Durante la seconda metà degli anni settanta, in seguito all'uscita di Mothership Connection (1975), i Parliament/Funkadelic di Clinton raggiunsero il loro apice commerciale e portarono a definizione il loro stile. Ciò era anche evidente durante i loro esuberanti concerti, al termine dei quali veniva calata dall'alto con delle funi una grossa astronave. Tuttavia, l'aumentare del numero dei membri del collettivo musicale, i dissensi interni e alcune controversie legali portarono ad una crisi creativa. Clinton dichiarò che la maggior parte delle liriche di Atomic Dog furono improvvisate durante il processo di registrazione. Il brano fu pubblicato come singolo nel mese di dicembre del 1982.

## Accoglienza
Nonostante non fosse riuscita a piazzarsi nella Billboard Hot 100, Atomic Dog fu l'ultimo brano P-Funk a raggiungere il primo posto nella classifica statunitense dei singoli R&B. La traccia venne campionata da diversi produttori di musica hip-hop ed è oggi considerata un classico della musica nera.
Il video musicale della canzone venne nominato a due Billboard Video Music Awards: uno per i migliori effetti speciali e un altro per la migliore direzione artistica. Tuttavia, perse contro i videoclip di Pressure di Billy Joel e Rockit di Herbie Hancock.

## Tracce

### Maxi singolo
1. Atomic Dog (Extended Version) – 9:58
2. Man's Best Friend – 4:12
3. Atomic Dog (Instrumental Version) – 4:23

### 45 giri

#### Atomic Dog
1. Atomic Dog (Atomic Mix-Long Version) – 10:00
2. Atomic Dog (Instrumental Version) – 4:42

#### Atomic Dog/Loopzilla
1. Atomic Dog – 4:42
2. Loopzilla – 4:13

#### Atomic Dog/Man's Best Friend
1. Atomic Dog – 3:27
2. Man's Best Friend – 3:50